# Бабаян, Асмик Даниловна
Асмик Даниловна Бабаян (азерб. Asmik Danilovna Babayan, арм. Հասմիկ Դանիէլի Բաբայան; род. 1928) — советский азербайджанский виноградарь, Герой Социалистического Труда (1950).

## Биография
Родилась в 1928 году.
Работала звеньевой виноградарского совхоза «Азербайджан» Ханларского района. В 1949 году получила урожай винограда 182,4 центнера с гектара на площади 3,5 гектара поливных виноградников.
Указом Президиума Верховного Совета СССР от 4 сентября 1950 года за получение высоких урожаев винограда на поливных виноградниках в 1949 году Бабаян Асмик Даниловне присвоено звание Героя Социалистического Труда с вручением ордена Ленина и золотой медали «Серп и Молот».